# Janti (Papar)
Janti is een bestuurslaag in het regentschap Kediri van de provincie Oost-Java, Indonesië. Janti telt 3176 inwoners (volkstelling 2010).